# Красная Заря (Донецкая область)
Красная Заря (укр. Красна Зоря) — село на Украине, находится в Макеевском городском совете Донецкой области.
С 2014 года находится под контролем самопровозглашённой Донецкой Народной Республики.

## География
В Донецкой области имеется населённый пункт с тождественным вариантом названия — село Красная Заря в Шахтёрском районе.

#### Соседние населённые пункты по странам света
СВ: Новомарьевка, Новосёловка, Верхняя Крынка (Макеевский горсовет), Верхняя Крынка (Енакиевский горсовет)
С: Монахово
СЗ: Новый Свет, Шевченко, Петровское, Путепровод
З: Ханженково-Северный, Криничная
ЮЗ: город Макеевка
Ю: Орехово
ЮВ: Нижняя Крынка
В: Алмазное

## Население
Население по переписи 2001 года составляло 143 человека.

## Адрес местного совета
86190, Макеевский городской совет, с. Верхняя Крынка, ул. Советская, 5. Телефонный код — 6232.